# Phrynichus dhofarensis
Espèce
Phrynichus dhofarensis est une espèce d'amblypyges de la famille des Phrynichidae.

## Distribution
Cette espèce est endémique d'Oman. Elle se rencontre vers Eyn Razat au Dhofar.

## Étymologie
Son nom d'espèce, composé de dhofar et du suffixe latin -ensis, « qui vit dans, qui habite », lui a été donné en référence au lieu de sa découverte, le Dhofar.

## Publication originale
- Weygoldt, Pohl & Polak, 2002 : Arabian whip spiders: four new species of the genera Charinus and Phrynichus (Chelicerata: Amblypygi) from Oman and Socotra. Fauna of Arabia, vol. 19, p. 289-309.